# Ớt bọ cạp Trinidad Moruga
Ớt bọ cạp Trinidad Moruga là một giống ớt thuộc loài ớt kiểng (Capsicum chinense) có xuất xứ từ vùng Moruga của Trinidad và Tobago. Ngày 13 tháng 2 năm 2012, Viện Tiêu ớt Đại học bang New Mexico (New Mexico State University, Hoa Kỳ) đã ghi nhận là giống ớt cay nhất thế giới với độ cay Scoville trung bình là hơn 1,2 triệu SHU (Scoville Heat Units) và có thể lên đến 2 triệu SHU. Tuy nhiên, đến năm 2013, kỷ lục này đã bị phá vỡ bởi giống ớt Carolina Reaper.

## Hình ảnh

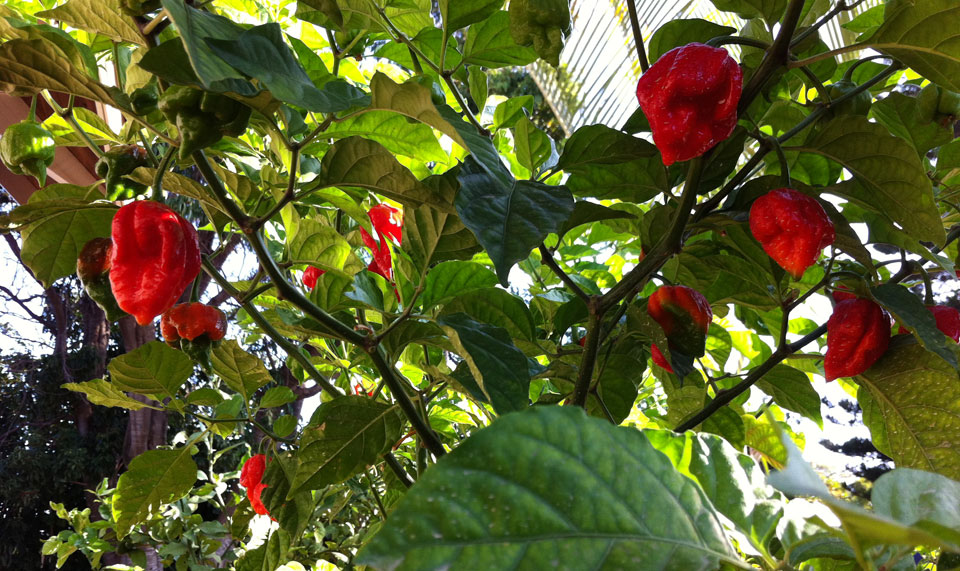
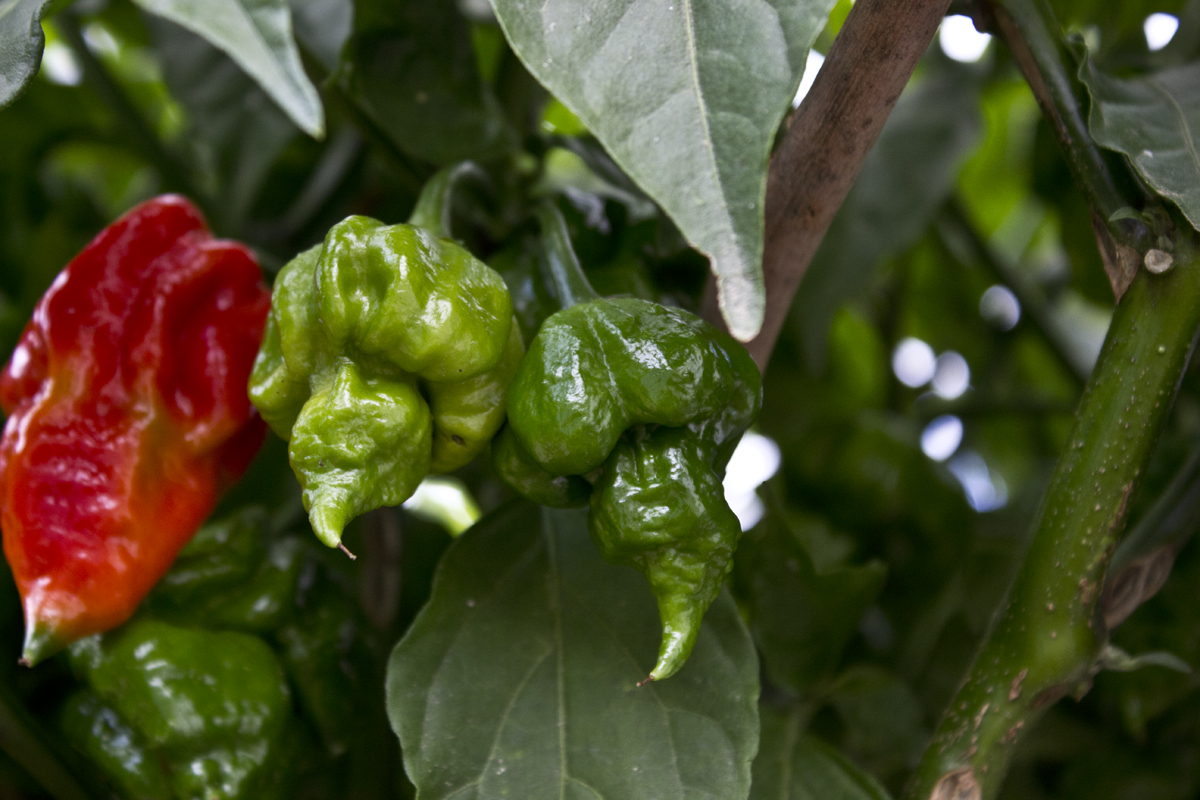